# HK Country
HK Country är en svensk handbollsklubb från Stöpen, Skövde kommun, cirka en mil norr om Skövde. Klubben bildades den 26 november 1978 och fungerar som en plantskola för elitlagen Skövde HF (damer) och IFK Skövde (herrar).
Klubben har fostrat många framgångsrika spelare genom tiderna, bland andra Johan Sjöstrand och Andreas Larsson, som båda spelat i både landslaget och tyska Bundesliga.
HK Country har haft många framgångsrika ungdomslag där många har vunnit sina serier. Det mest framgångsrika laget var pojkar födda 1984, med spelare som Fredrik Larsson och Joakim Larsson. De kom trea i pojk-SM, vann Lundaspelen, Skadevi Handbollscup tre gånger, seriespelet 14 gånger och mycket mer.

## Historia
1978 byggdes Stöpenskolan och Sören Karlström såg till att det blev en gymnastiksal med fullmått. Den 26 november 1978 bildades HK Country av ett gäng entusiaster. Anledningen till att det blev rödsvart som föreningsfärg var för att fotbollsklubben Ulvåkers IF hade dessa färger.
1979 hade klubben 215 medlemmar.
1984 bildades klubbens första seniorlag på damsidan och 1987 på herrsidan.
1993 invigdes HK Countrys klubblokal. 1997 hade klubben 578 medlemmar.
Säsongen 2014/2015 vann herrlaget division 1 norra och fick därmed spela i allsvenskan 2015/2016. Laget kom sist och flyttades ned, men återkom till allsvenskan säsongen 2017/2018. Den gången kom laget näst sist och blev nedflyttade igen till division 1 norra.

## Spelare i urval
- Daniel Båverud
- Johan Båverud
- Johan Green
- Niklas Gudmundsson
- Joakim Henberg
- Johnny Hiltunen
- Andreas Larsson
- Fredrik Larsson
- Joakim Larsson
- Marcus Litborn
- Erika Nilsson
- Johan Sjöstrand
- Marcus Wallgren